# Caecum clarkii
Caecum clarkii là một loài ốc biển nhỏ, là động vật thân mềm chân bụng sống ở biển trong họ Caecidae.

## Miêu tả
Loài này có kích thước giữa 1 mm and 2 mm

## Phân bố
Loài này phân bố ở vùng biển châu Âu from Hà Lan to the Açores; in Địa Trung Hải.